# Операция «Драгунский рейд»

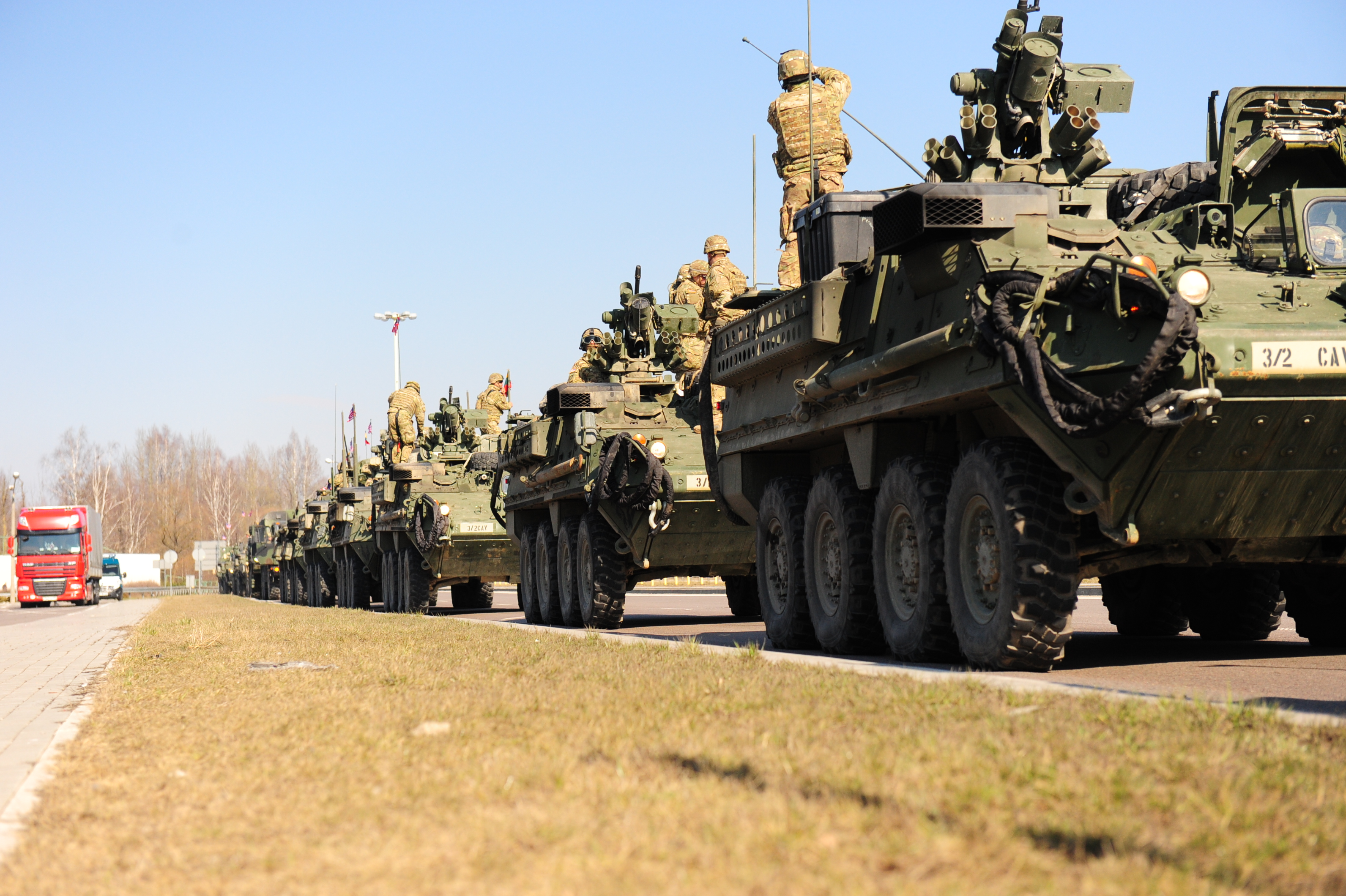
2-й кавалерийский полк на марше

Операция «Драгунский рейд» (англ. Operation Dragoon Ride) (20 марта —  1 апреля 2015) — совместные учения армии США и НАТО по переброске военной техники и персонала из Прибалтики в Германию через Польшу и Че́хию. Последовала после совместных учений НАТО и армии США  «Атлантическая решимость» (англ. Atlantic Resolve). За время операции конвой боевых машин пехоты, в том числе ББМ «Страйкер», прошел из Эстонии и Литвы на место постоянного базирования в г. Фильзек, Германия. Целью марша была демонстрация солидарности НАТО со странами Центральной и Восточной Европы.
В марше приняли участие более 500 военнослужащих Армии США из 3-го эскадрона 2-го кавалерийского полка

## Внешние ссылки
- Би-Би-Си:«Підрозділи армії США завершили марш країнами НАТО»

## Сноски
1. ↑  Cavalry ride. The Economist (1 апреля 2015). Дата обращения: 4 апреля 2015. Архивировано 12 октября 2017 года.
2. ↑  Lamothe, Dan. In show of force, the Army’s Operation Dragoon Ride rolls through Europe. Washington Post (24 марта 2015). Дата обращения: 4 апреля 2015. Архивировано 27 августа 2017 года.
3. ↑  Lyman, Rick. An American Military Convoy in Europe Aims to Reassure Allies. The New York Times (29 марта 2015). Дата обращения: 4 апреля 2015. Архивировано 2 июля 2018 года.
4. ↑  Lendon, Brad. Cheers, tears for U.S. Army convoy in Europe. CNN (26 марта 2015). Дата обращения: 4 апреля 2015. Архивировано 25 ноября 2020 года.